# Banita Sandhu

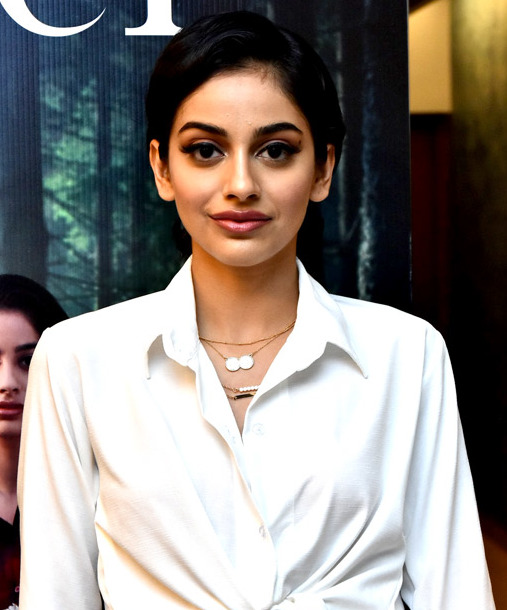
Banita Sandhu, 2018

Banita Sandhu (* 22. Juni 1997 in Caerleon) ist eine britische Schauspielerin.

## Leben und Karriere
Sandhu wurde in Caerleon als Tochter britischer Sikh-Eltern geboren. Mit 18 Jahren zog sie nach London, um Englische Literatur am King’s College London zu studieren.
Ihr Debüt gab sie 2018 in dem Film October. Anschließend war sie 2019 in Adithya Varma zu sehen. Im selben Jahr trat sie in der Serie Pandora auf. 2021 wurde Sandhu für den Film Sardar Udham gecastet.

## Filmografie
Filme
- 2018: October
- 2019: Adithya Varma
- 2019: Eternal Beauty
- 2021: Sardar Udham
- 2023: Mother Teresa & Me

Serien
- 2019: Pandora
- 2021: Star Stable: Mistfall
- 2024: Bridgerton